# Chiché (Quiché)
Chiché es un municipio del departamento de Quiché en el occidente de Guatemala. Tiene una extensión territorial de 144 km² y una población que aumentó de 19.762 habitantes en 2002 a 32.271 en 2018.
El municipio de Chiché tiene una cabecera municipal con el mismo nombre, así como treinta y cuatro comunidades rurales: seis aldeas, veintidós cantones, un caserío, una finca, y cuatro parajes.
Luego de la Independencia de Centroamérica en 1821 fue parte del Estado de Guatemala, aunque en 1838 estuvo en la región que conformó el efímero Estado de Los Altos, el cual se formó cuando los criollos liberales guatemaltecos intentaron separarse del Estado controlado entonces por los conservadores dirigidos por el general mestizo Rafael Carrera, amparados por el Congreso de la República Federal de Centro América que estaba controlada por el general liberal hondureño Francisco Morazán.  Sin embargo, Carrera no solo aplastó el intento de secesión de los criollos liberales altenses, sino que también acabó con la presidencia federal de Morazán, tras derrotarlo en la Ciudad de Guatemala en 1840. Chiché pasó otra vez a ser parte de Guatemala, y cuando los liberales recuperaron el poder en el país seis años después de la muerte del general Carrera, pasó a formar parte del departamento de Quiché cuando el gobierno de facto del presidente provisorio Miguel García Granados creó dicho departamento el 12 de agosto de 1872.
En 1892 fue visitado por los arqueólogos británicos Anne y Alfred P. Maudslay quienes lo describieron como una sencilla aldea con casitas de adobe y teja, sin escuela y con una cabildo en reconstrucción; también indicaron que antes de llegar al poblado, que se encontraba en una pequeña meseta, había varios montículos de entre ocho y diez metros de altura que evidenciaban la existencia de algún poblado precolombino, cuyas piedras habían sido utilizadas para la construcción de las estructuras del poblado moderno tras la llegada de los españoles.  Finalmente, relatan que en lo alto de los montículos había cruces rústicas de piedra y altares indígenas, y que el área era muy seca.
En el siglo XXI, la economía de Chiché es básicamente agrícola, y algunos de sus habitantes se dedican también a pequeñas industrias. Entre sus artesanías se distinguen los tejidos de lana, algodón y artículos de madera. Fiesta patronal: Del 25 al 30 de diciembre en honor a su patrono Santo Tomás apóstol.

## Toponimia
Muchos de los nombres de los municipios y poblados de Guatemala constan de dos partes: el nombre del santo católico que se venera el día en que fueron fundados y una descripción con raíz náhuatl; esto se debe a que las tropas que invadieron la región en la década de 1520 al mando de Pedro de Alvarado estaban compuestas por soldados españoles y por indígenas tlaxcaltecas y cholultecas.  En el caso de Chiché, originalmente era llamado «Santo Tomás Chiché» en honor a Santo Tomás apóstol

## División política
| División | Listado |
| -------- | --- |
| Aldeas   | - Chuaxán I - Chuaxán II - Rincón de los Leones Sector I - Rincón de los Leones Sector II - Capuchinas/Charón - Trinidad |
| Cantones | - Caja de Agua - Carrizal - Cerritos I - Cerritos II - Cucabaj - Choyomché I - Choyomché II - Chupoj I - Chupoj II - Chupoj III - Tululché I - Tululché II - Tululché III - Tululché IV - Tzalamabaj I - Tzalamabaj II - La Rinconada - Laguna seca I - Laguna Seca II - Los Tzoc - Membrillal I - Membrillal II |
| Caseríos | Cruz de Caminos |
| Fincas   | San Francisco, El Aguacate |
| Colonias | San Juan |
| Parajes  | Campo Alegre, Parcelas, Las Flores y Los Toles |

## Geografía física

### Clima
La cabecera municipal de Chiché tiene clima templado (Clasificación de Köppen: Cwb).
| Parámetros climáticos promedio de Chiché | Parámetros climáticos promedio de Chiché | Parámetros climáticos promedio de Chiché | Parámetros climáticos promedio de Chiché | Parámetros climáticos promedio de Chiché | Parámetros climáticos promedio de Chiché | Parámetros climáticos promedio de Chiché | Parámetros climáticos promedio de Chiché | Parámetros climáticos promedio de Chiché | Parámetros climáticos promedio de Chiché | Parámetros climáticos promedio de Chiché | Parámetros climáticos promedio de Chiché | Parámetros climáticos promedio de Chiché | Parámetros climáticos promedio de Chiché |
| Mes                                      | Ene.                                     | Feb.                                     | Mar.                                     | Abr.                                     | May.                                     | Jun.                                     | Jul.                                     | Ago.                                     | Sep.                                     | Oct.                                     | Nov.                                     | Dic.                                     | Anual                                    |
| ---------------------------------------- | ---------------------------------------- | ---------------------------------------- | ---------------------------------------- | ---------------------------------------- | ---------------------------------------- | ---------------------------------------- | ---------------------------------------- | ---------------------------------------- | ---------------------------------------- | ---------------------------------------- | ---------------------------------------- | ---------------------------------------- | ---------------------------------------- |
| Temp. máx. media (°C)                    | 21.7                                     | 22.9                                     | 24.2                                     | 24.9                                     | 24.7                                     | 23.1                                     | 23.0                                     | 23.6                                     | 23.2                                     | 22.7                                     | 22.5                                     | 22.0                                     | 23.2                                     |
| Temp. media (°C)                         | 15.9                                     | 16.5                                     | 17.6                                     | 18.7                                     | 19.1                                     | 18.5                                     | 18.0                                     | 18.1                                     | 18.0                                     | 17.6                                     | 16.7                                     | 16.0                                     | 17.6                                     |
| Temp. mín. media (°C)                    | 10.1                                     | 10.1                                     | 11.1                                     | 12.5                                     | 13.5                                     | 13.9                                     | 13.1                                     | 12.6                                     | 12.8                                     | 12.6                                     | 11.0                                     | 10.1                                     | 12                                       |
| Precipitación total (mm)                 | 4                                        | 5                                        | 10                                       | 30                                       | 85                                       | 256                                      | 174                                      | 163                                      | 202                                      | 125                                      | 45                                       | 6                                        | 1105                                     |
| Fuente: Climate-Data.org                 |                                          |                                          |                                          |                                          |                                          |                                          |                                          |                                          |                                          |                                          |                                          |                                          |                                          |

### Ubicación geográfica
Chiché colinda al norte con Chinique, al este con Zacualpa y Joyabaj, al oeste con Santa Cruz del Quiché y al sur con Chichicastenango, todos ellos municipios del departamento de Quiché.
|                              | Norte: Chinique       |                          |
| Oeste: Santa Cruz del Quiché |                       | Este: Zacualpa y Joyabaj |
|                              | Sur: Chichicastenango |                          |

## Gobierno municipal
Los municipios se encuentran regulados en diversas leyes de la República, que establecen su forma de organización, lo relativo a la conformación de sus órganos administrativos y los tributos destinados para los mismos.  Aunque se trata de entidades autónomas, se encuentran sujetos a la legislación nacional y las principales leyes que los rigen desde 1985 son:
| N.º | Ley                                                | Descripción |
| --- | -------------------------------------------------- | --- |
| 1   | Constitución Política de la República de Guatemala | Tiene una regulación legal específica para los municipios en los artículos 253 al 262. |
| 2   | Ley Electoral y de Partidos Políticos              | Ley de carácter constitucional aplicable a los municipios en el tema de la conformación de sus autoridades electas. |
| 3   | Código Municipal                                   | Decreto 12-2002 del Congreso de la República de Guatemala. Tiene la categoría de ley ordinaria y contiene preceptos generales aplicables a todos los municipios, e inclusive contiene legislación referente a la creación de los municipios.             |
| 4   | Ley de Servicio Municipal                          | Decreto 1-87 del Congreso de la República de Guatemala. Regula las relaciones entra la municipalidad y los servidores públicos en materia laboral. Tiene su base constitucional en el artículo 262 de la constitución que ordena la emisión de la misma. |
| 5   | Ley General de Descentralización                   | Decreto 14-2002 del Congreso de la República de Guatemala. Regula el deber constitucional del Estado, y por ende del municipio, de promover y aplicar la descentralización y desconcentración económica y administrativa.                                |

El gobierno de los municipios está a cargo de un Concejo Municipal mientras que el código municipal —ley ordinaria que contiene disposiciones que se aplican a todos los municipios— establece que «el concejo municipal es el órgano colegiado superior de deliberación y de decisión de los asuntos municipales […] y tiene su sede en la circunscripción de la cabecera municipal»; el artículo 33 del mencionado código establece que «[le] corresponde con exclusividad al concejo municipal el ejercicio del gobierno del municipio».
El concejo municipal se integra con el alcalde, los síndicos y concejales, electos directamente por sufragio universal y secreto para un período de cuatro años, pudiendo ser reelectos.
Existen también las Alcaldías Auxiliares, los Comités Comunitarios de Desarrollo (COCODE), el Comité Municipal del Desarrollo (COMUDE), las asociaciones culturales y las comisiones de trabajo. Los alcaldes auxiliares son elegidos por las comunidades de acuerdo a sus principios y tradiciones, y se reúnen con el alcalde municipal el primer domingo de cada mes, mientras que los Comités Comunitarios de Desarrollo y el Comité Municipal de Desarrollo organizan y facilitan la participación de las comunidades priorizando necesidades y problemas.

## Historia

### El efímero Estado de Los Altos

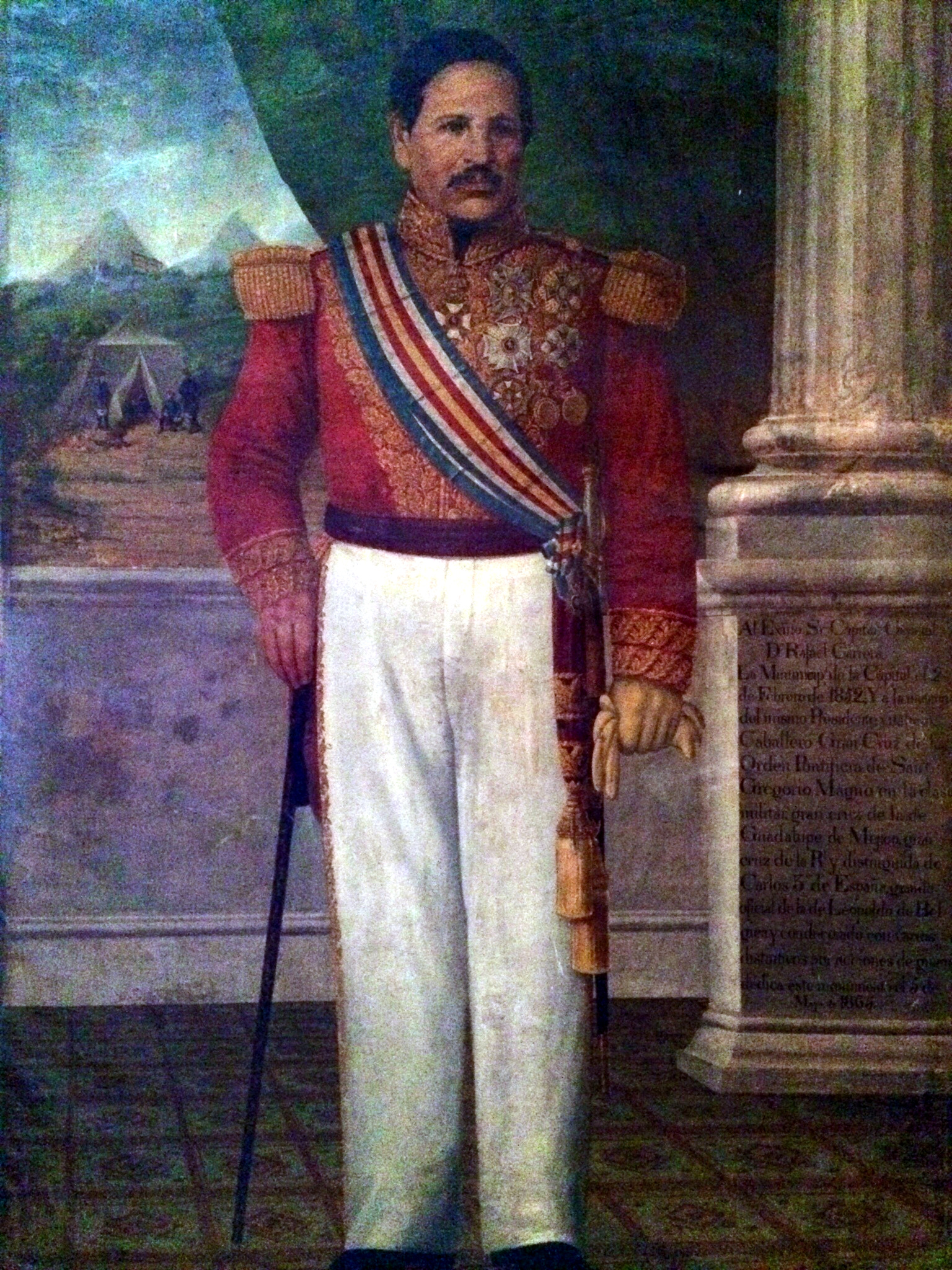
Retrato oficial del capitán general Rafael Carrera con la banda presidencial con los colores de la bandera de Guatemala instituida en 1858. En 1840 retomó por la fuerza el Estado de los Altos al que pertenecía Chiché y derrotó al presidente de la República Federal de Centro América, el general hondureño Francisco Morazán.

A partir del 3 de abril de 1838, Momostenango fue parte de la región que formó el efímero Estado de Los Altos y que forzó a que el Estado de Guatemala se reorganizara en siete departamentos y dos distritos independientes el 12 de septiembre de 1839:
- Departamentos: Chimaltenango, Chiquimula, Escuintla, Guatemala, Mita, Sacatepéquez, y Verapaz
- Distritos: Izabal y Petén[14]

La región occidental de la actual Guatemala había mostrado intenciones de obtener mayor autonomía con respecto a las autoridades de la ciudad de Guatemala desde la época colonial, pues los criollos de la localidad consideraban que los criollos capitalinos que tenían el monopolio comercial con España no les daban un trato justo.  Pero este intento de secesión fue aplastado por el general Rafael Carrera, quien reintegró al Estado de Los Altos al Estado de Guatemala en 1840 y de hecho terminó con la República Federal de Centro América de los criollos liberales, cuando derrotó completamente al presidente de la misma, el general liberal hondureño Francisco Morazán, en la ciudad de Guatemala unos meses después de recuperar a Los Altos.

### Tras la Reforma Liberal: creación del departamento de Quiché
Luego de la muerte del general Rafael Carrera en 1865 los conservadores empezaron a debilitarse, hasta que en 1871 los liberales lograron recuperar el poder en Guatemala; tras esto, el 12 de agosto de 1872 el gobierno de facto del presidente provisorio Miguel García Granados decidió separar los extensos departamentos de Sololá/Suchitepéquez y Totonicapán/Huehuetenango para mejorar la administración del territorio, y tomó parte del territorio de estos para formar el departamento de Quiché, que hasta entonces había sido un distrito de esos departamentos.
El nuevo departamento incluyó a la villa de Quiché como cabecera, y a los poblados de Joyabaj, Lemoa, Chichicastenango, Chinic, Chiché, San Pedro Jocopilas, San Andrés Joyabajá, Cunem, San Miguel Uspantán, Cotzal, Chujuyup, Patzité, San Bartolo Jocotenango, Sacapulas, Nebaj, Chajul, Caniyá y Sacualpa.

### Visita de Alfred y Anne Maudslay en 1892
En 1892, el arqueólogo Alfred P. Maudslay y su esposa, Anne, visitaron Chiché, como parte de su excursión arqueológica de Guatemala; la señora Maudslay describió sus observaciones en su libro A glimpse at Guatemala, desde el punto de vista de la era Victoriana.  He aquí sus observaciones:
| Por aquí circula el río Motagua, apenas un riachuelo, sin dar una idea del gran volumen de agua que a doscientas cincuenta millas de distancia desemboca en el golfo de Honduras. Con dificultades llegamos al otro lado de la barran y pronto llegamos a una pequeña meseta en donde se encuentra la villa de Chiché. Justo antes de llegar pasamos por unos montículos artificiales que marcan el sito de lo que en tiempos antiguos fue algún pueblo de considerable importancia. La piedra que recubría los montículos fue probablemente removida para servir en algún tipo de construcción cuando los españoles ocuparon Chiché, y los montículos, algunos de los cuales alcanzan hasta diez metros de altura, tiene ahora una forma algo indefinida debido a la gran cantidad de veces que los indígenas agricultores los han utilizado para cultivar sus milpas. Gorgonio examinó los montículos al día siguiente y nos trajo algunos fragmentos de cuchillos de obsidiana e implementos de piedra que había recogido, y nos dijo que en las cimas de los promontorios más altos los indígenas habían colocado cruces rústicas de piedra, o agrupado algunas rocas para formar cierto tipo de capilla en la que quemaban candelas o hacían ofrendas de copal. De hecho, cuando Gorgonio utilizó su machete para remover algunos arbustos, los indígenas por poco se le dejan ir tan valioso todo aquello que puede usarse como leña en esta región tan reseca. La aldea en sí es una insípida colección de casas construidas de adobe y teja. El cabildo estaba en reparación y no tenía techo, y no había escuela; pero encontramos abrigo en un cuarto de una casa que estaba a medio construir, en donde nos acomodamos luego de retirar el material de construcción. Gorgonio prendió una fogata afuera, en la calle de la aldea, la cual fue admirada por un grupo de niños. Yo cociné la cena. Afortunadamente había mucho pan de buena calidad para comprar, y nuestro vecino nos proporcionó un café excelente. —Anne Maudslay A glimpse at Guatemala, 1899. |